# Bugaku

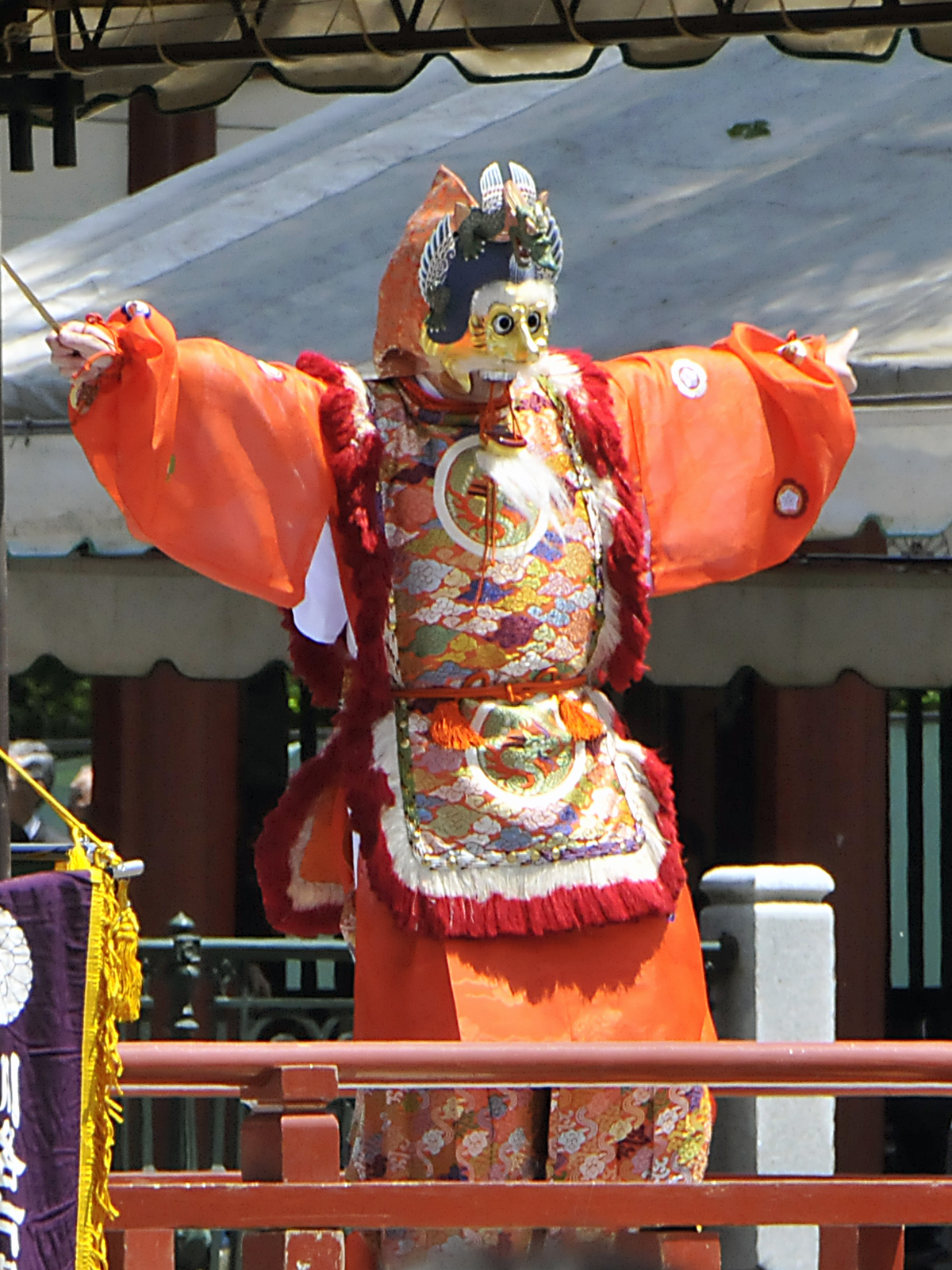
Interprète bugaku portant costume et masque.

Le bugaku (舞楽) est la danse traditionnelle japonaise accomplie pour sélectionner les élites, principalement des cours impériales japonaises. Pendant plus de mille deux cents ans, cette danse est restée un secret distinctif des classes supérieures.

## Description
La danse se caractérise par des mouvements lents, précis et majestueux. Les danseurs portent des costumes traditionnels bouddhistes élaborés, qui comprennent généralement des masques tout aussi beaux. Le motif de la musique et de la danse est souvent répété à plusieurs reprises. La représentation a lieu sur une plate-forme carrée, généralement de 5,5 m sur 5,5.

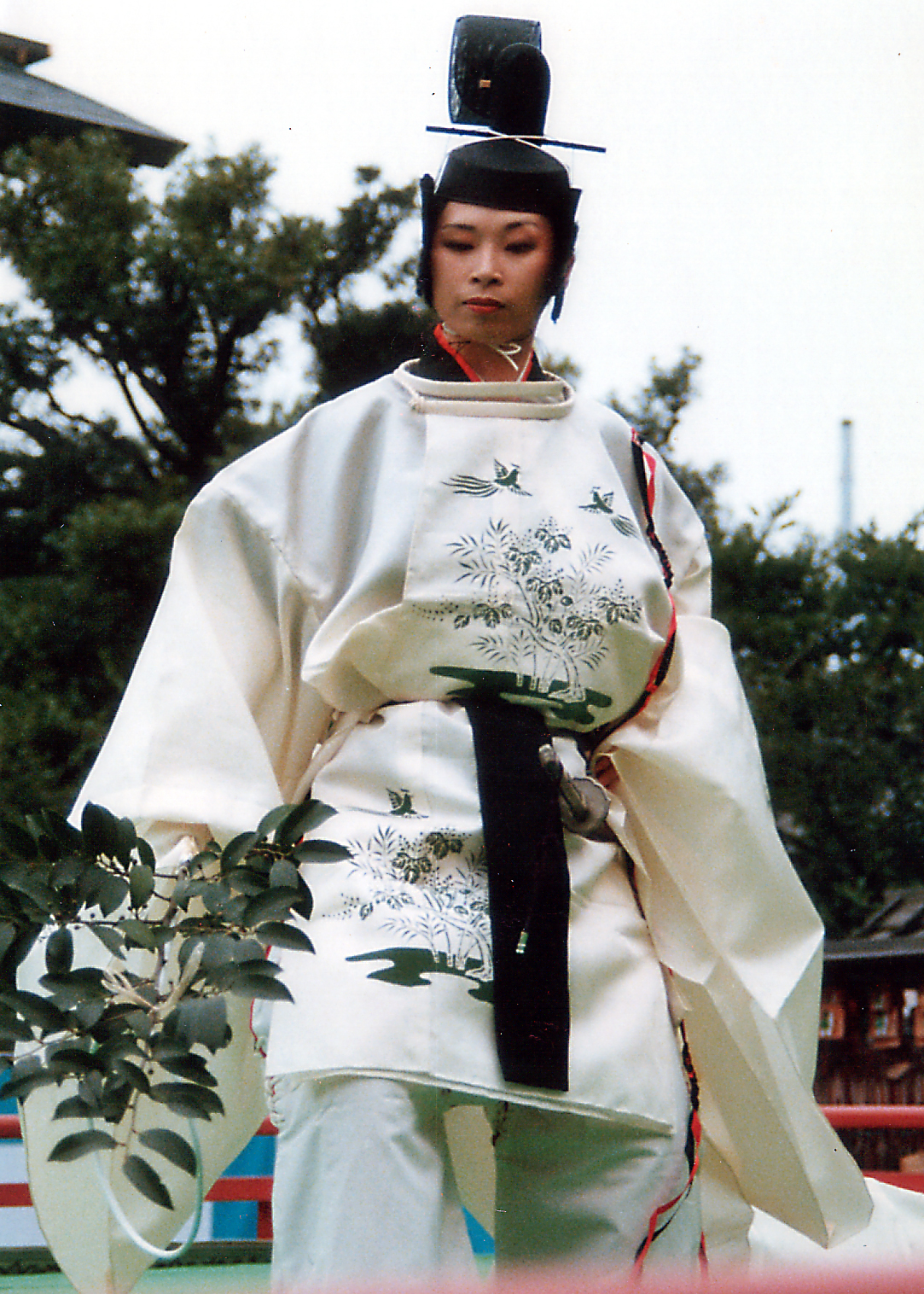
Ninchō, officiant dirigeant la cérémonie.

Quelques danses bugaku représentent des batailles légendaires, d'autres rapportent des rencontres avec des personnages divins ou des bêtes mythiques comme le phénix ; une célèbre pièce montre deux dragons qui s'ébattent.
Les antiques manuels d'instruction décrivent précisément les mouvements raffinés et les postures que doivent réaliser les artistes de gagaku et de bugaku. Les descriptions de ces manuels utilisent souvent des métaphores naturelles pour décrire comment doivent être leurs mouvements. Les danseurs peuvent être incités à se comporter comme un arbre se balançant dans une brise fraîche.

## Origine mythologique
Amaterasu, la déesse du Soleil, s'est cachée dans une grotte parce qu'elle a été blessée par le comportement inacceptable de son frère Susanō. Près de l'entrée de la grotte, la déesse Ame-no-uzume retourne un baquet à bain et commence à danser dessus devant l'assemblée des dieux inquiets. Comme Ame-no-uzume est déjà à moitié nue avec les vêtements qui tombent, les dieux se mettent à rire bruyamment. Lorsque Amaterasu entend cette agitation, elle sort pour voir ce qui se passe. Le monde retrouve ainsi la lumière du Soleil. La famille impériale du Japon descend dit-on d'Amaterasu et Ame-no-Uzume est considérée comme la déesse patronne de la musique et la danse.

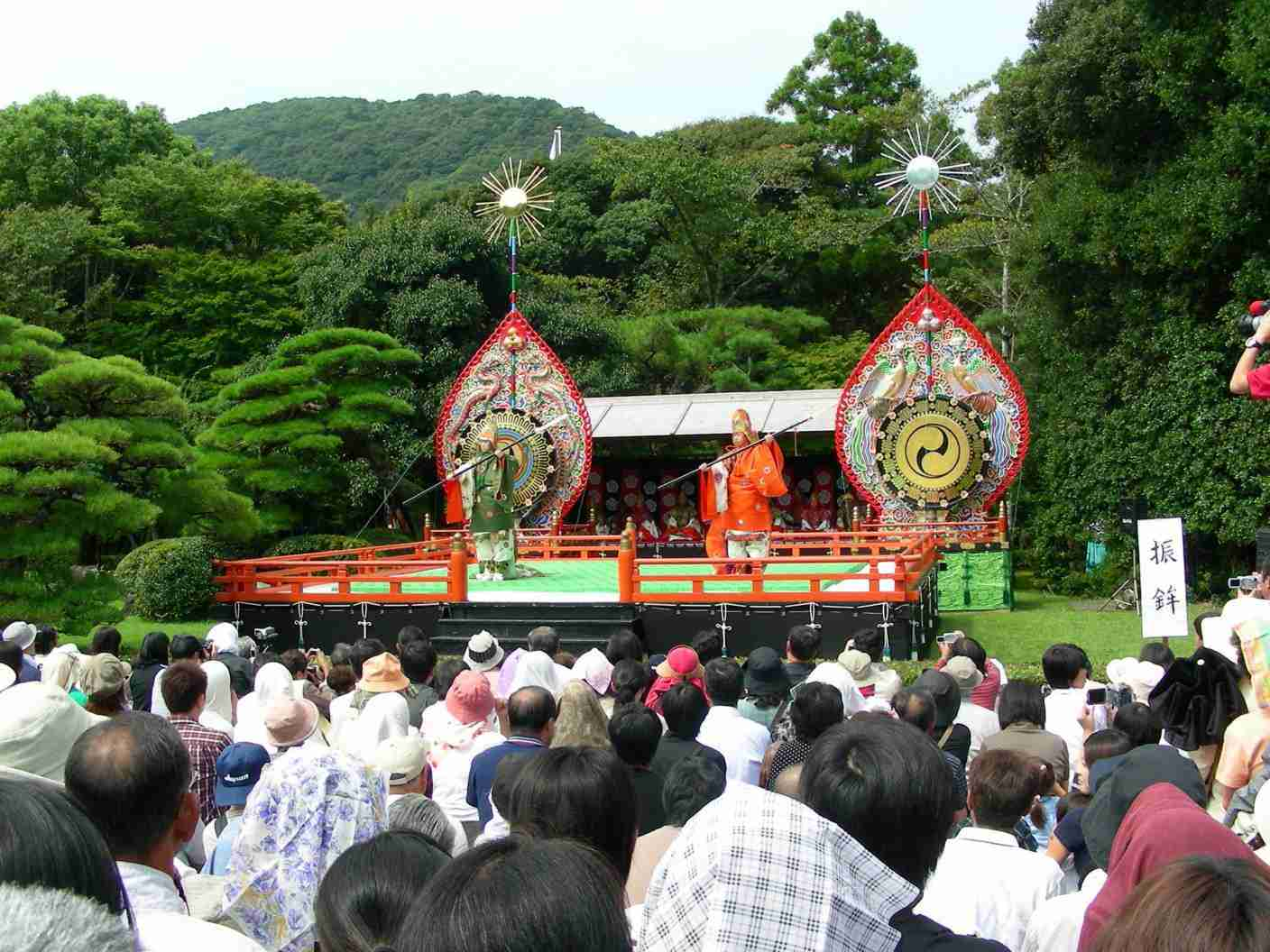
Deux acteurs dansant le bugaku.

|  |  | Masque gendzeraku. | Masque reo. |

Cette histoire provient de la mythologie japonaise shinto. Elle peut être dite au début de la danse à titre de divertissement pour les dieux. Comme les empereurs japonais descendent d'Ameterasu, la royauté et la divinité sont souvent étroitement associées. Lorsque la culture bouddhiste arrive au Japon en provenance de Corée et de Chine au VIIe siècle, elle introduit les traditions de danse-théâtre qui mettent en scène des costumes élaborés et des processions. la danse de cour bugaku s'inspire largement de la culture bouddhiste importée mais intègre également de nombreux aspects shinto traditionnels. Au cours du temps, ces influences se mélangent et au fil des ans se développent en quelque chose de typiquement japonais, le bugaku.

## Accompagnement musical

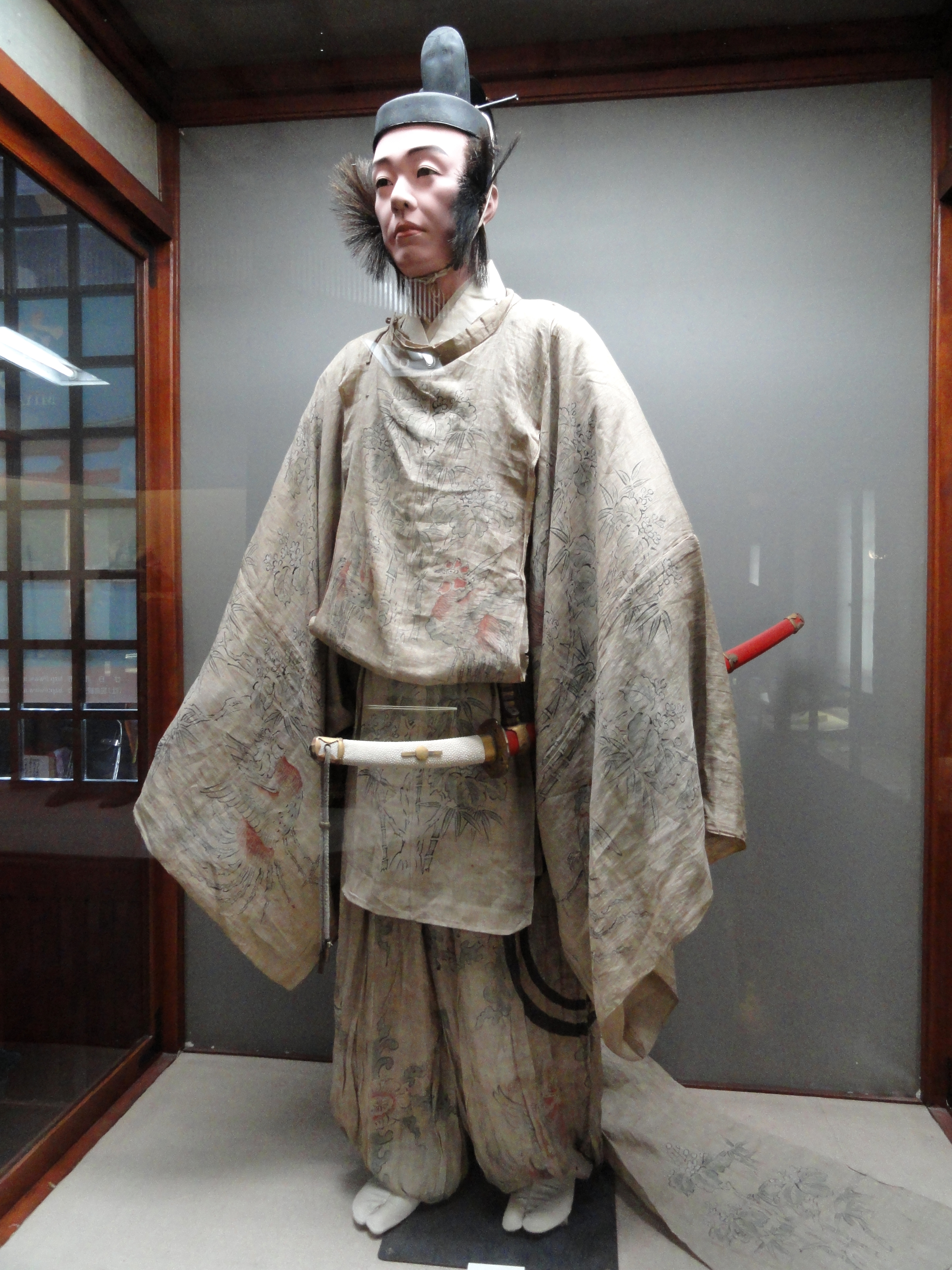
Mannequin représentant un danseur bugaku.

Le gagaku est la musique de cour qui accompagne la danse bugaku. Tadamarō Ono est un musicien de palais dont la famille a joué pour les empereurs du Japon pendant près de mille deux cents ans. Cela fait de lui le représentant de la 39e génération dans une lignée familiale ininterrompue de musiciens gagaku de cour. Les musiciens doivent se consacrer entièrement, corps et esprit, à leur rôle d'accompagnement, afin d'être personnellement impliqués dans la représentation du bugaku dans la même mesure que le sont les danseurs.
Les traditions du gagaku et du bugaku sont les plus anciennes musiques et danse de cour existantes connues au monde. Les autres danses et musiques de cour, y compris les influences à l'origine du bugaku, ont depuis longtemps disparu.

## Postérité
Au sein des nouvelles cultures modernes florissant au Japon, on peut être surpris qu'une telle tradition lente et ancienne a survécu. Cela semble conforter l'idée que la culture japonaise est toujours accueillante et en expansion. Ainsi tout en acceptant de nouvelles cultures, le peuple japonais éprouve un sentiment d'obligation de garder ces traditions vivantes.
De secrète qu'elle était, la danse bugaku est devenue accessible au grand public après la Seconde Guerre mondiale et a même fait le tour du monde en 1959. Un ensemble de danses et de musique bugaku, le Dainichidō bugaku, est inscrit sur la liste représentative du patrimoine culturel immatériel de l'humanité depuis 2009.

## Instruments de musique accompagnant le bugaku

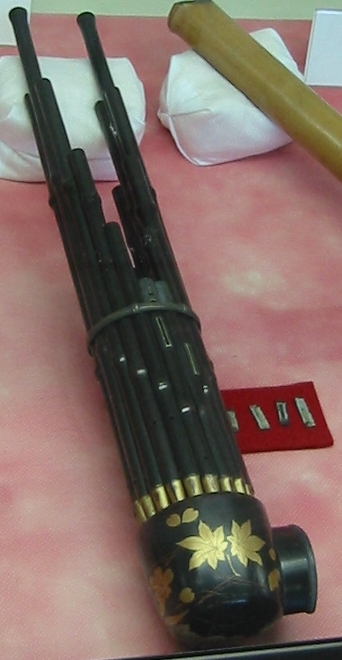
Shō (orgue à bouche).
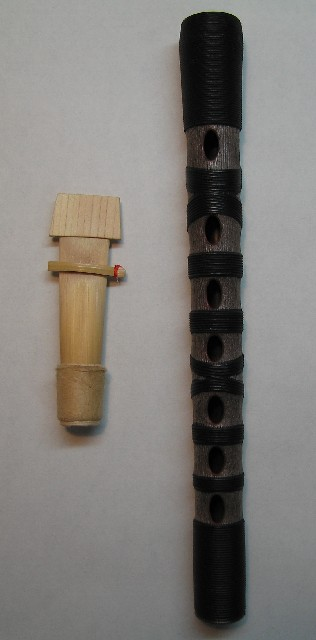
Hichiriki (hautbois) en bambou.
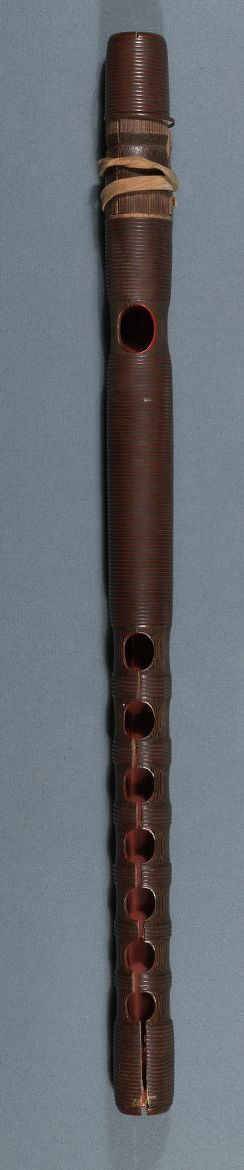
Ryūteki (flûte) en bambou.
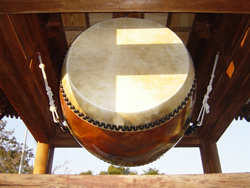
Taiko (tambour).